# تومي ساندرز
تومي ساندرز (بالإنجليزية: Tommy Sanders)‏ هو كاتب سيناريو أمريكي، ولد في 20 أبريل 1954.